# Volodymyr (ville)
Pour les articles homonymes, voir Volodymyr.
Volodymyr (ukrainien : Володимир  ; polonais : Włodzimierz) — de 1944 à 2021, Volodymyr-Volynskyï (ou Vladimir-Volynski en russe) — est une ville historique de l'oblast de Volhynie, en Ukraine. Sa population s'élevait à 38 164 habitants en 2023.

## Géographie
Volodymyr est arrosée par la rivière Louha et se trouve à 11 km de la frontière polonaise, à 72 km à l'ouest-nord-ouest de Loutsk, à 115 km au nord de Lviv et à 440 km à l'ouest-nord-ouest de Kiev.

## Histoire
La première mention de la ville remonte à 884, sous le nom de « Ladomir », d'où le nom de Lodomérie jadis donné à la Volhynie. En 988, elle s'appelait Volodimir, en l'honneur du grand prince Vladimir Ier. De 988 à 1336, elle fut temporairement la capitale de la Galicie-Lodomérie. Des attaques répétées des Tatars, en 1240, 1260, 1491 et 1500, entrainèrent le déclin de la ville. En 1336, elle fut incorporée au grand-duché de Lituanie et reçut des privilèges urbains (droit de Magdebourg) en 1431. En 1569, Volodimir passa sous la domination de la république des Deux Nations (Pologne-Lituanie), puis en 1795, à l'occasion de la troisième partition de la Pologne, de l'Empire russe. À la fin du XIXe siècle, sur 8 336 habitants, la communauté juive représentait 6 122 personnes, dont les descendants furent assassinés lors de la Shoah.
Après la guerre soviéto-polonaise de 1919, elle redevint polonaise. Pendant la Seconde Guerre mondiale, conformément au pacte Hitler-Staline, Volodymyr-Volynskyï fut prise par l'Armée rouge le 19 septembre 1939 puis incorporée à la république socialiste soviétique d'Ukraine : le terreur rouge s'abattit alors sur la ville et tous les anciens fonctionnaires de l'état polonais, les enseignants, les prêtres, les commerçants furent déportés. La ville fut bombardée le 22 juin 1941, jour du déclenchement de l'opération Barbarossa, et occupée dès le lendemain par l'Allemagne nazie. Un camp de prisonniers soviétiques, le « Nord-Oflag 365 », fut établi à proximité de la ville : privés de soins et de nourriture, 56 000 militaires de l'Armée rouge y trouvèrent la mort.
Pendant l'occupation, 15 000 civils, des jeunes pour la plupart, furent déportés en Allemagne et soumis au travail forcé. La ville ne comptait plus que 7 000 habitants en 1944. L'Armée insurrectionnelle ukrainienne (UPA) fut très active dans la région de 1943 à 1946. La ville fut reprise par l'Armée rouge le 20 juillet 1944 et redevint soviétique. Pendant la guerre froide, une base aérienne fonctionna à Khovtnevoï, près de Volodymyr-Volynskyï.
En 2010, des archéologues ukrainiens découvrirent près de la ville un charnier contenant les restes de 367 suppliciés dont la nationalité était inconnue. On pensa d'abord que c'étaient, comme à Vinnytsia ou à Katyn, des victimes du NKVD, la police politique soviétique, mais en 2013, les chercheurs ont découvert que les responsables étaient les Einsatzgruppen et des collaborateurs locaux, les victimes étant des partisans, des civils accusés de les soutenir et des juifs.

## Population
Recensements (*) ou estimations de la population :
| 1897* | 1939   | 1944  | 1959*  | 1970*  | 1979*  | 1989*  | 2001*  |
| ----- | ------ | ----- | ------ | ------ | ------ | ------ | ------ |
| 9 883 | 26 800 | 7 000 | 20 928 | 28 412 | 33 777 | 38 263 | 38 256 |

| 2012   | 2013   | 2014   | 2015   | 2016   | 2017   | 2018   | 2019   |
| ------ | ------ | ------ | ------ | ------ | ------ | ------ | ------ |
| 38 783 | 38 870 | 38 964 | 39 074 | 39 306 | 39 141 | 38 901 | 38 577 |

### Personnalités liées

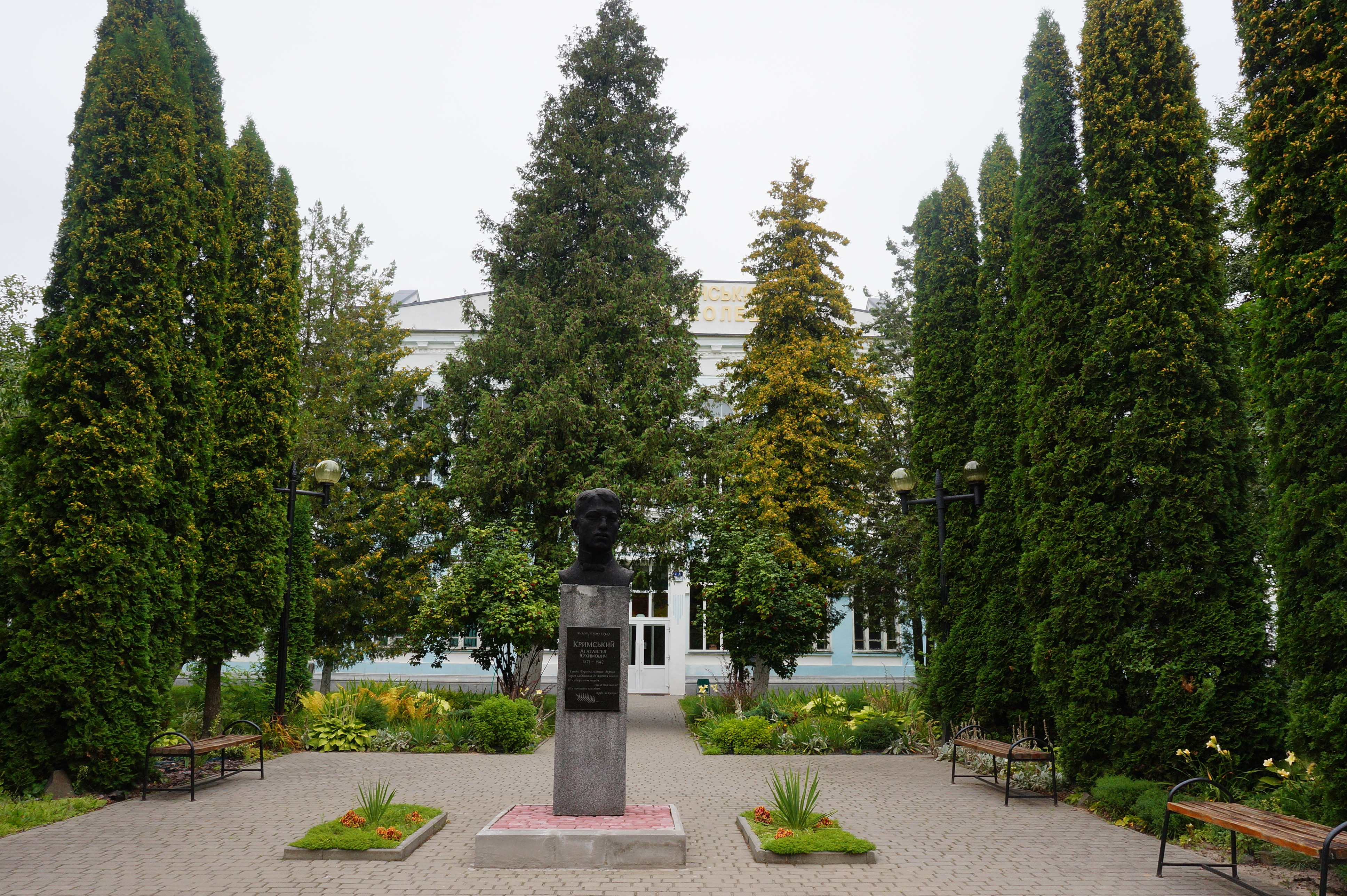
Le buste d'Ahatanhel Krymsky à Volodymyr.

## Galerie d'images

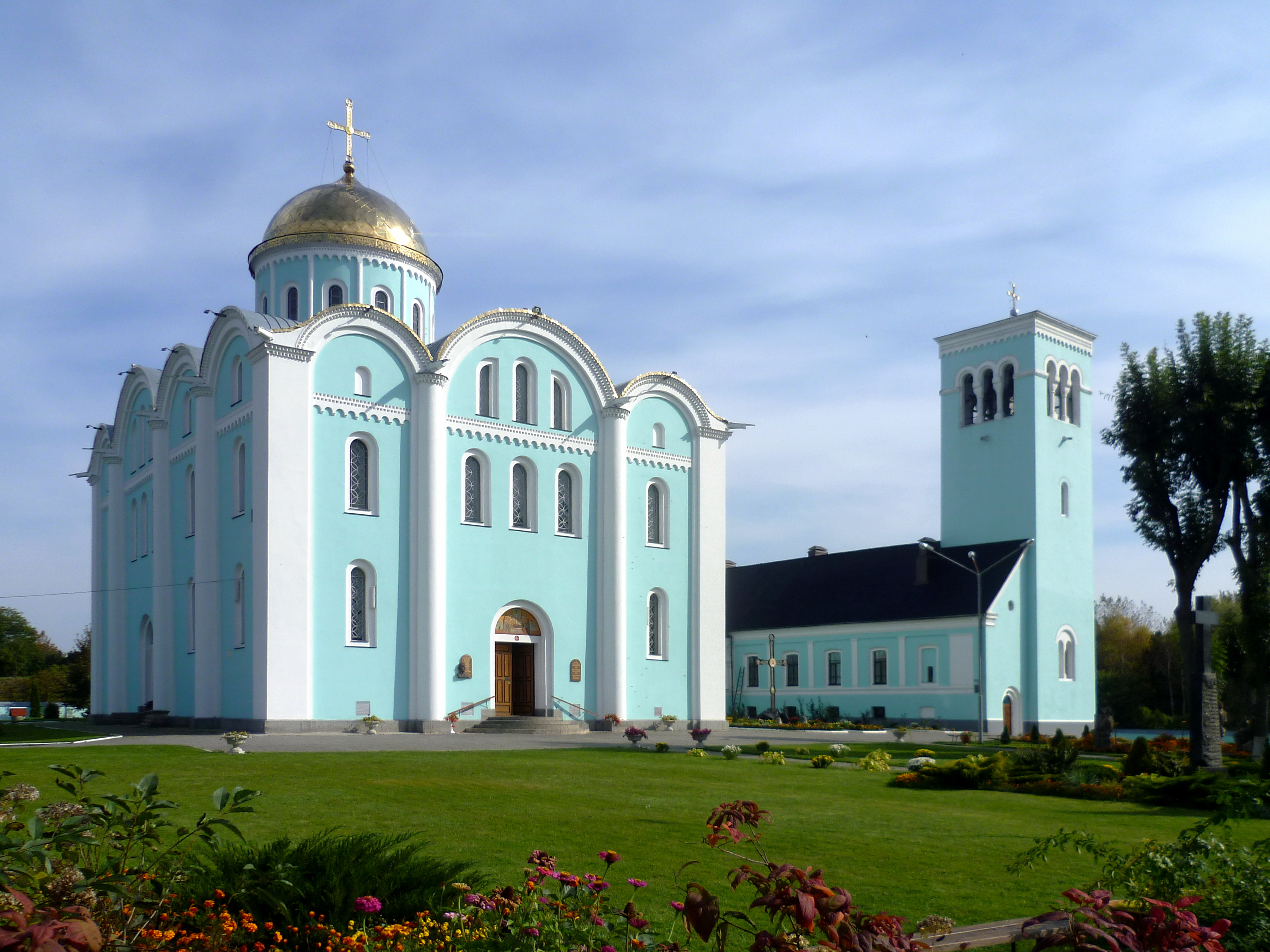
La cathédrale de la Dormition, construite par Mstislav II de Kiev en 1160  classée[6].
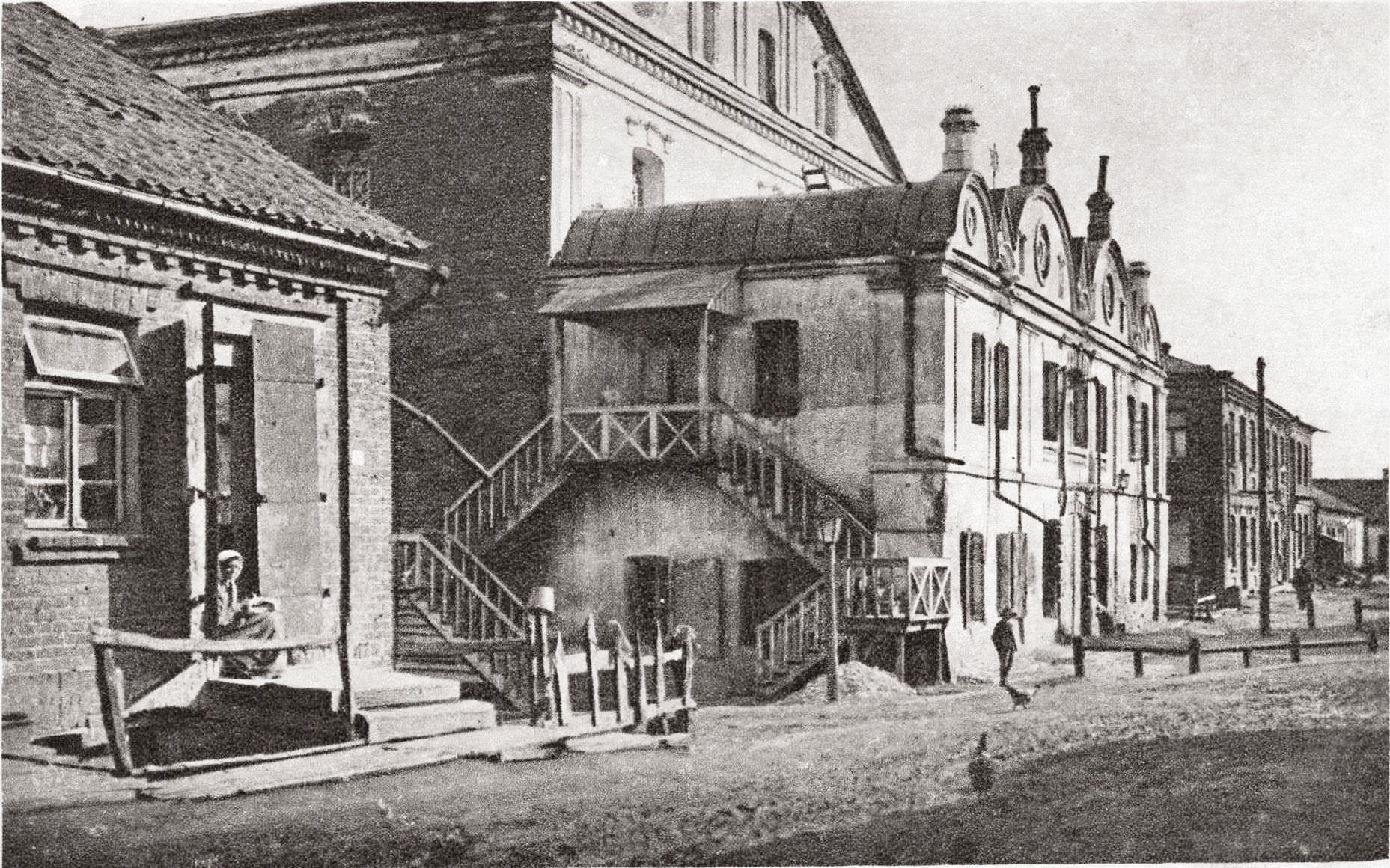
Grande synagogue de Volodymyr en 1917.
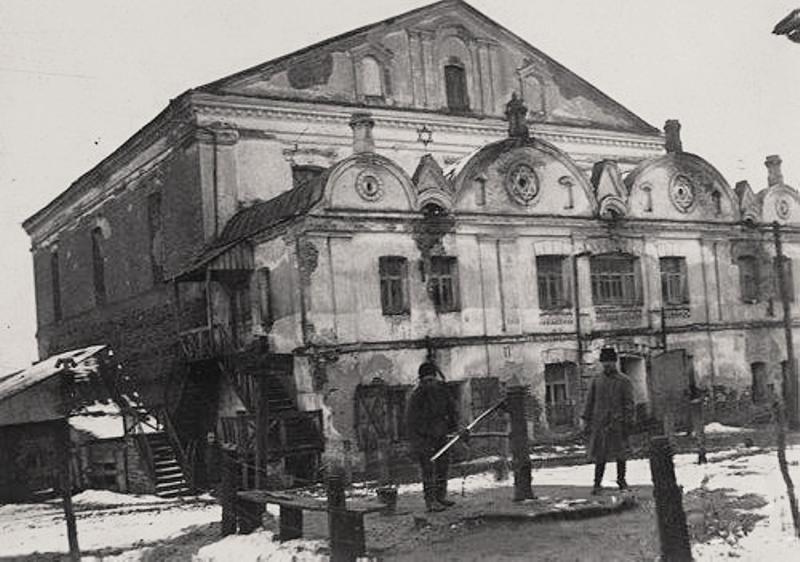
puis entre 1921 et 1924.
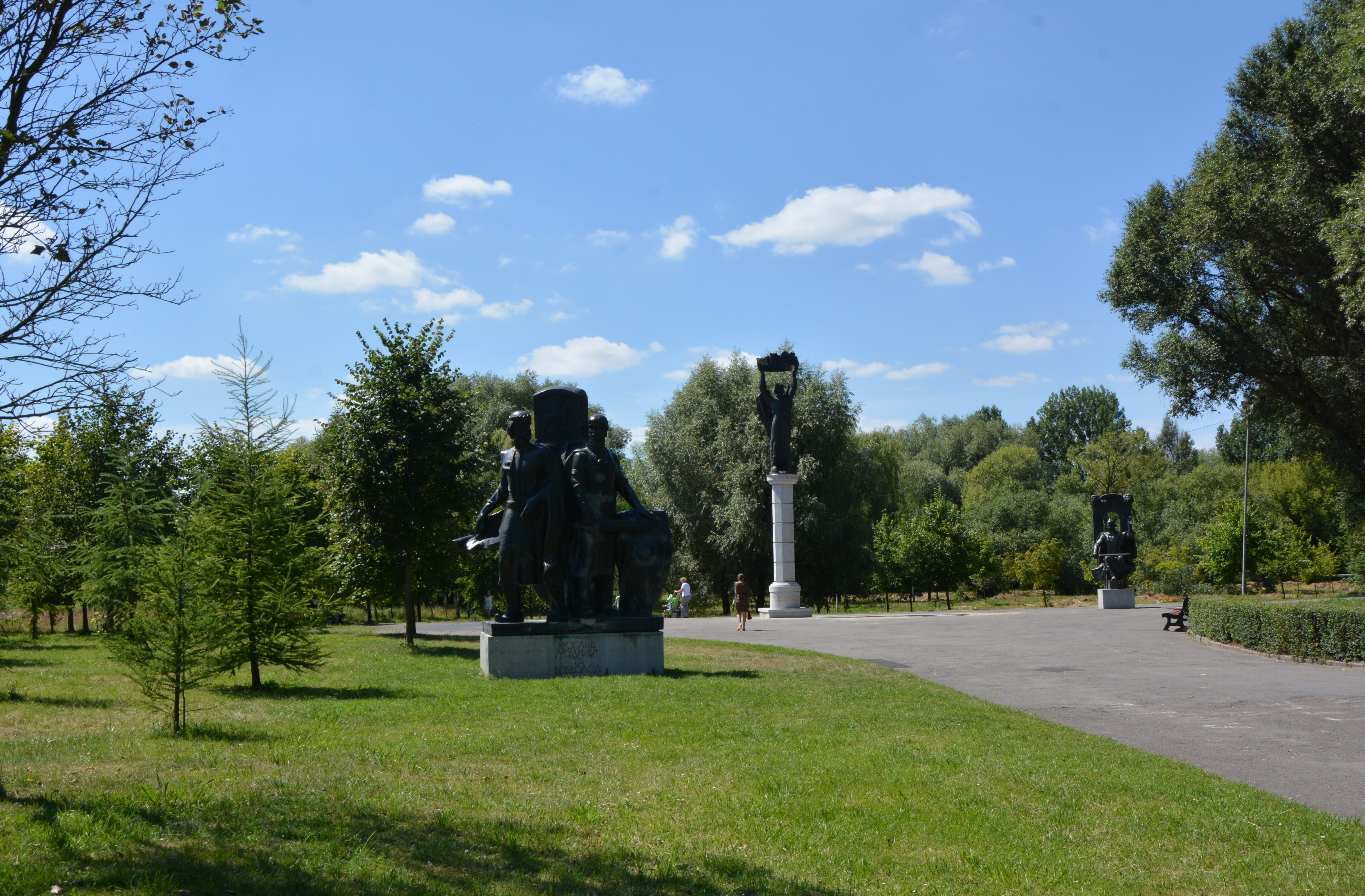
Parc et ses monuments classé[7].